# Cheng Dawei

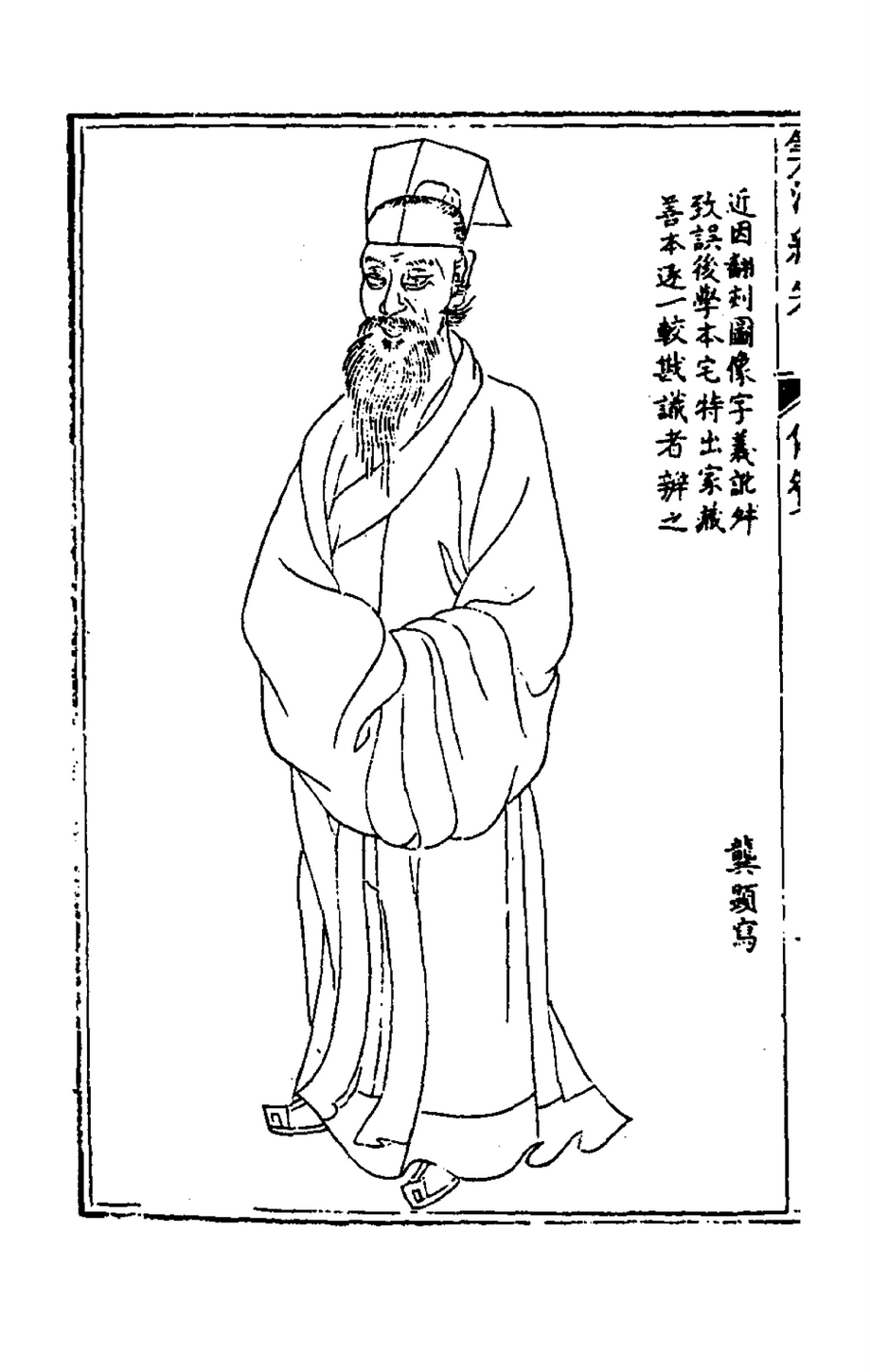
Cheng Dawai

Cheng Dawei, genannt Rusi, (chinesisch 程大位, Pinyin Chéng Dàwèi, Zi 汝思 Rǔsī, Hao 賓渠 Bīnqú; * 1533; † 1606) war ein chinesischer Mathematiker. Er ist bekannt für sein Buch Allgemeine Quelle von Rechenmethoden (Suanfa tongzong, 算法統宗) von 1592.

## Leben
Das meiste was über ihn bekannt ist stammt von einem Nachfahren, der im Vorwort in späteren Ausgaben seines Buches biographische Angaben machte. Danach war er kein Gelehrter, sondern in der Regionalverwaltung und befasste sich als Hobby mit Mathematik. Er kaufte jedes Buch über Mathematik, das auf lokalen Märkten angeboten wurde und sammelte so ein umfangreiches Wissen an.

## Suanfa tongzong
Sein Buch ist in keinem gelehrten Stil geschrieben, sondern praktisch orientiert. Er stellte darin Rechenmethoden für den Abakus dar. Im Aufbau ist es an die klassischen Neun Kapitel der Rechenkunst (Jiu Zhang Suanshu) angelehnt und enthält in 17 Kapiteln 595 Probleme. Es behandelt alle möglichen Themen wie Zahlenmystik, magische Quadrate, Erzeugung der Acht Trigramme, Rechenunterricht, Geschichte der chinesischen Mathematik, mathematische Unterhaltungen, Volumenberechnungen.
Sein Buch fand in China weite Verbreitung und war bis ins 20. Jahrhundert in Gebrauch. Die chinesischen Mathematikhistoriker Li Yan und Du Shiran schrieben 1964, dass es immer noch einige alte Leute gäbe die seine in Verse gefassten Formeln rezitierten und sich über die darin gestellten Probleme unterhielten. Wegen seines enzyklopädischen Ansatzes war es eine Quelle für die Kenntnis älterer chinesischer Mathematik. 1716 schrieb ein Nachfahr im Vorwort einer Auflage seines Buches, dass jeder mathematisch Interessierte in China ein Exemplar besäße.

## Magische Kreise und Quadrate aus seinem Suanfa tongzong

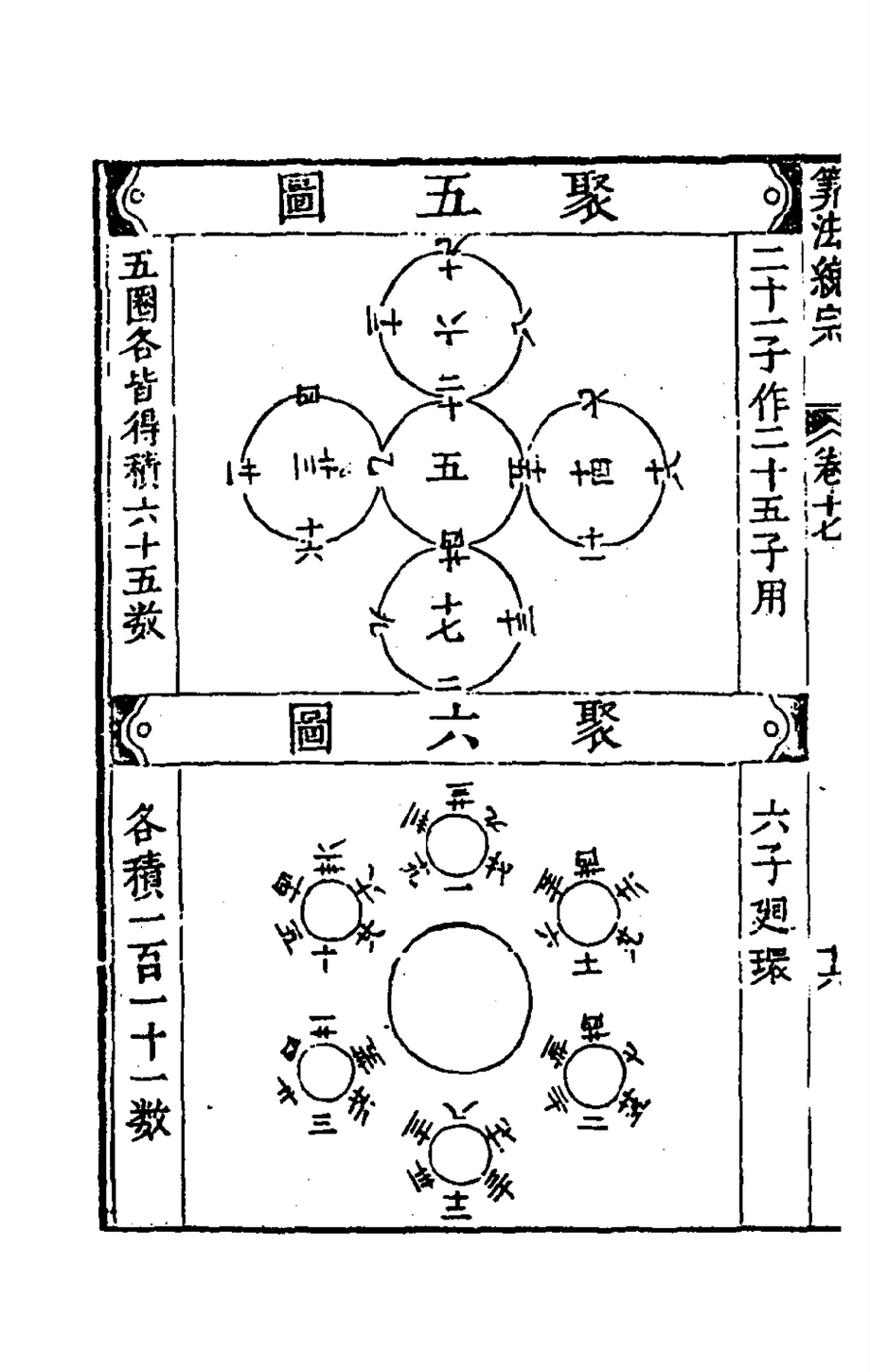
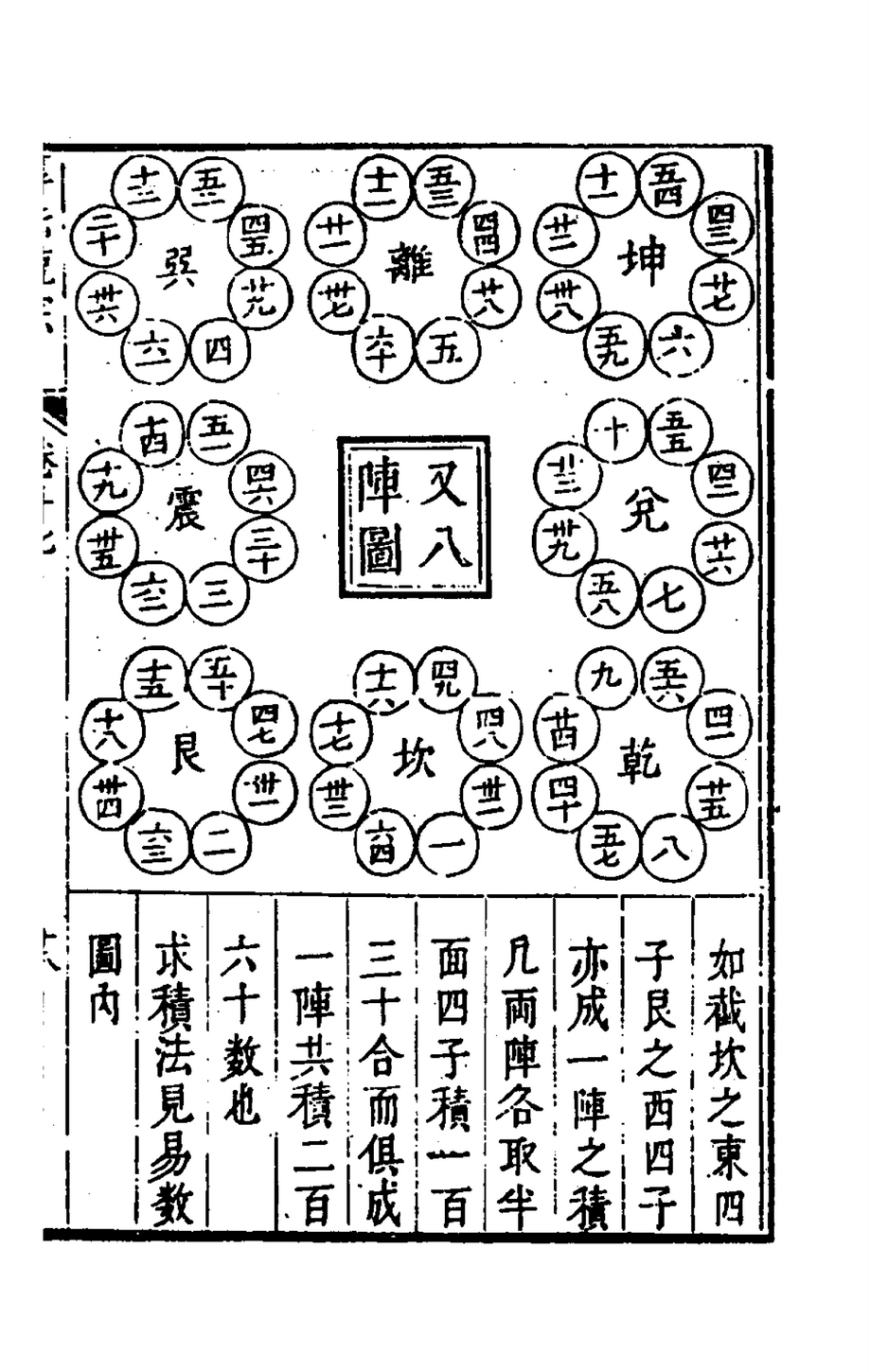
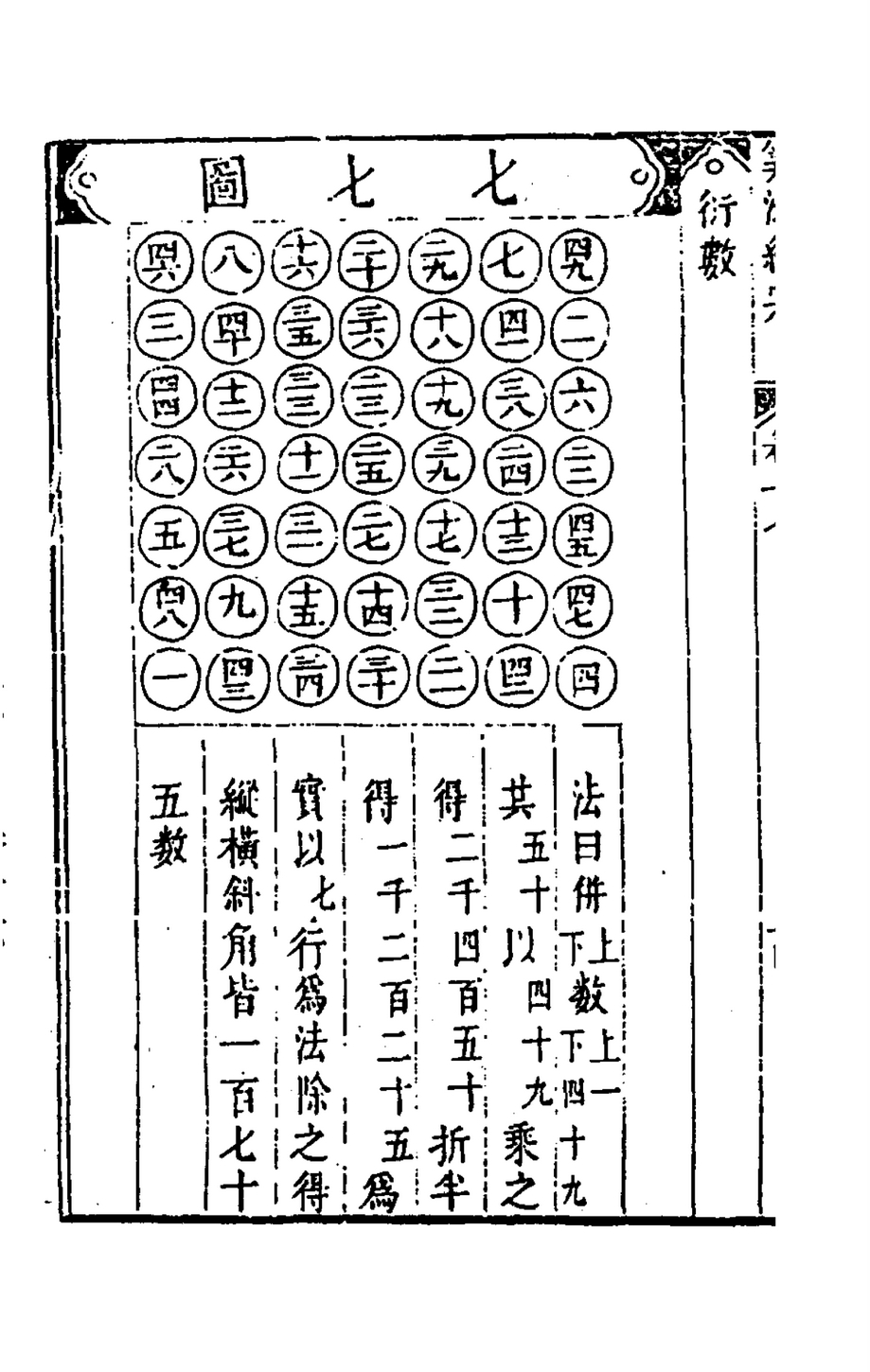
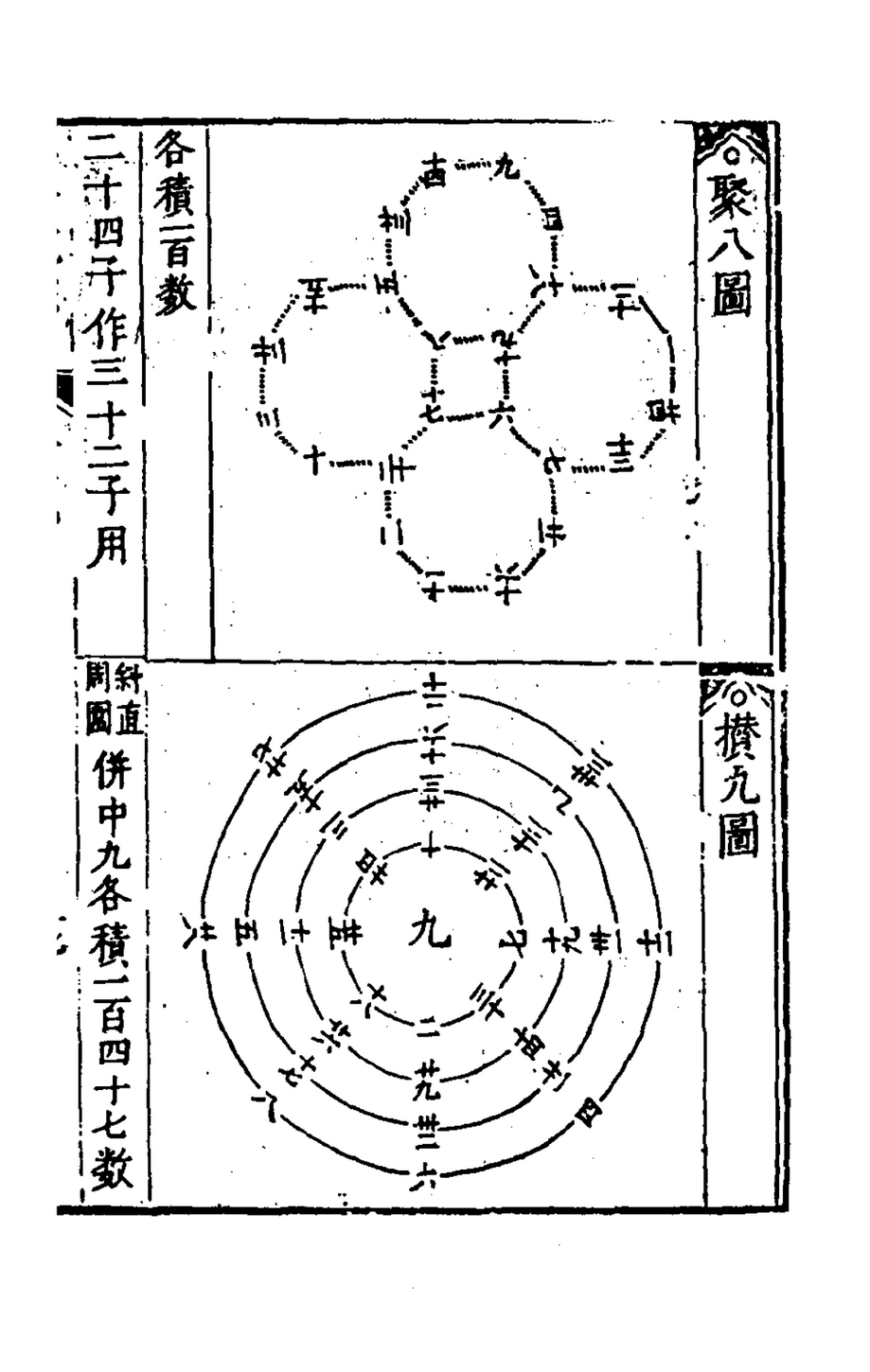
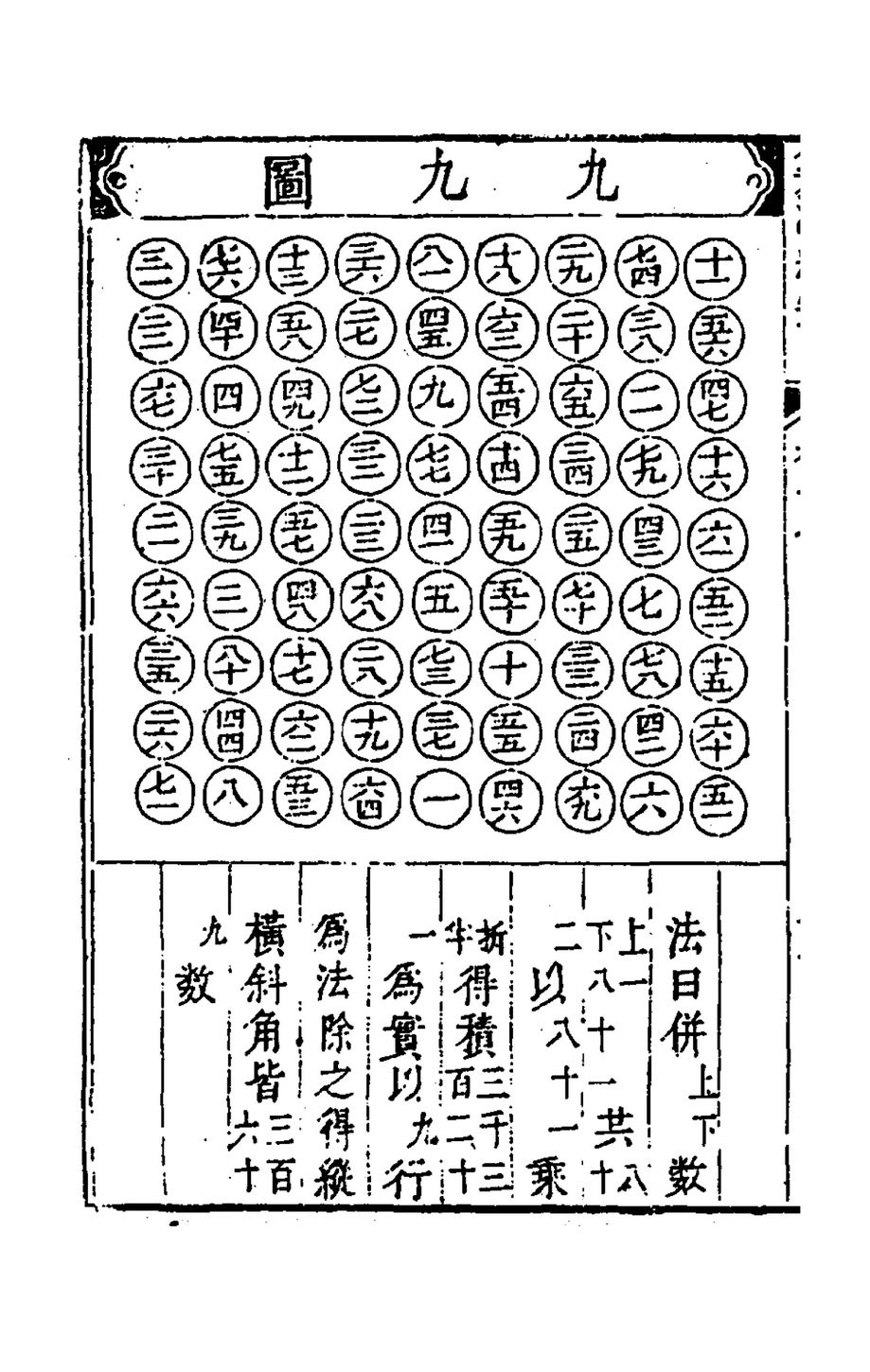